# Parque Natural Regional do Pilat
O Parque Natural Regional do Pilat (em francês:  Parc naturel régional du Pilat) é uma área protegida de paisagem montanhosa na Auvergne-Rhône-Alpes, região do sudeste da França. O parque abrange os departamentos de Loire e Rhône, e cobre uma área total de 65.000 hectares.
O terreno montanhoso varia de 140 a 1.432 metros em elevação. Quarenta e sete comunas permeiam a paisagem, com aproximadamente cinquenta mil residentes. A terra foi oficialmente designada como um parque natural regional em 1974.

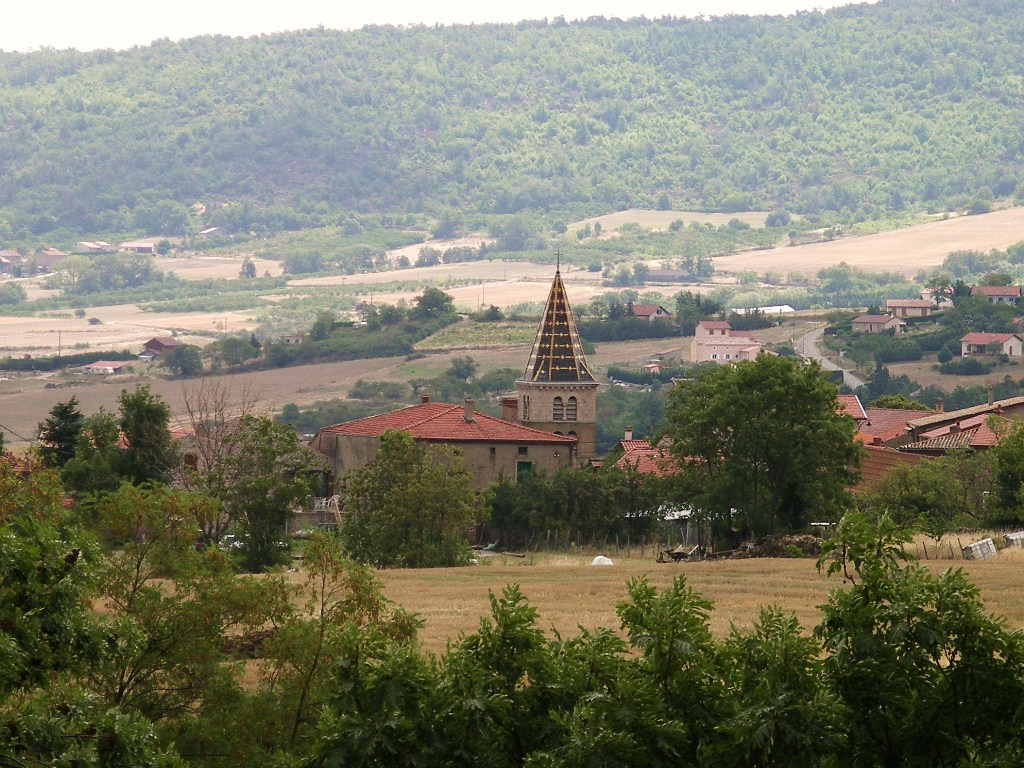
Comuna de Saint-Appolinard, Monte Pilat ao fundo

## Comunas integrantes
O parque inclui 47 comunas:
| - Ampuis - Le Bessat - Bessey - Bourg-Argental - Burdignes - Chavanay - Chuyer - La Chapelle-Villars - Châteauneuf - Colombier - Condrieu - Doizieux | - Échalas - Farnay - Graix - Les Haies - Jonzieux - Loire-sur-Rhône - Longes - Lupé - Maclas - Malleval - Marlhes - Pavezin | - Pélussin - Planfoy - Roisey - Saint-Appolinard - Sainte-Croix-en-Jarez - Saint-Genest-Malifaux - Saint-Julien-Molin-Molette - Saint-Michel-sur-Rhône - Saint-Paul-en-Jarez - Saint-Pierre-de-Bœuf - Saint-Régis-du-Coin - Saint-Romain-en-Gal | - Saint-Romain-les-Atheux - Saint-Sauveur-en-Rue - Tarentaise - La Terrasse-sur-Dorlay - Thélis-la-Combe - Trèves - Tupin-et-Semons - La Valla-en-Gier - Véranne - Vérin - La Versanne |